# Valério Evécio
Valério Evécio (em latim: Valerius Euethius) foi um oficial romano do século IV. Segundo algumas inscrições e papiros preservados nos quais é citado, Valério era um homem perfeitíssimo e ocupou em 304-305, ainda no período da Tetrarquia, a posição de racional do Egito.